# Iman Mersal
Iman Mersal (tiếng Ả Rập: إيمان مرسال; sinh ngày 30 tháng 11 năm 1966 tại Mit 'Adlan, Ai Cập) là một nhà thơ Ai Cập.

## Đời sống
Iman Mersal tốt nghiệp Đại học Mansoura, và nhận bằng Thạc sĩ và Tiến sĩ tại Đại học Cairo. Bà đồng sáng lập Bint al-Ard (Con gái của Trái đất) do bà đồng biên tập từ năm 1986 đến năm 1992. Bà di cư tới Boston, vào năm 1998, và sau đó đến Edmonton, Alberta cùng gia đình vào năm 1999 Mersal đảm nhận vai trò Phó giáo sư văn học Ả Rập và nghiên cứu Trung Đông và châu Phi tại Đại học Alberta.
Tác phẩm của bà đã xuất hiện trong Blackbird, Tạp chí Thơ ca Hoa Kỳ, Parnassus và Tạp chí Paris. Bà đã đọc thơ mình tại nhiều lễ hội thơ trên khắp thế giới, bao gồm cả Parnassus Thơ Luân Đôn, được coi là tập hợp lớn nhất của các nhà thơ trong lịch sử thế giới, nơi bà đại diện cho Ai Cập.
Những bài thơ được chọn từ Mersal's oeuvre đã được dịch sang nhiều ngôn ngữ, bao gồm tiếng Anh, tiếng Pháp, tiếng Đức, tiếng Tây Ban Nha, tiếng Hà Lan, tiếng Macedonia, tiếng Hindi và tiếng Ý. These Are Not Oranges, My Love, tuyển tập các tác phẩm của Mersal được dịch sang tiếng Anh bởi Khaled Mattawa, được xuất bản bởi Sheep Meadow Press, New York năm 2008.
Một trong những bài thơ của bà đã được chọn để đưa vào tập Năm mươi bài thơ tình yêu vĩ đại nhất. Một bài thơ khác ("Bài tập cô đơn") kết luận một tuyển tập theo trình tự thời gian gồm 38 nhà thơ Ả Rập kéo dài 15 thế kỷ, từ Imru 'al-Qays đến Mahmoud Darwish.
Trong cuốn sách How to Mend: On Motherhood and its Ghosts, Iman Mersal "điều hướng một con đường dài và quanh co, từ bức tranh duy nhất còn sót lại của tác giả với mẹ bà, đến tìm kiếm sâu sắc qua những gì ký ức ghi lại, nhiếp ảnh, giấc mơ và viết lách, Tìm kiếm những gì đã mất giữa những biểu hiện chính thống và cá nhân hơn về tình mẫu tử và những cuộc đấu tranh của nó. Làm thế nào để sửa chữa khoảng cách giữa đại diện và thực tế, bức ảnh và chủ đề của nó, bản thân và người khác, người mẹ và đứa con của bà ấy. "  Cuốn sách được xuất bản lần đầu bằng tiếng Ả Rập bởi Kayfa ta và Mophradat vào năm 2016, và phiên bản tiếng Anh được xuất bản vào năm 2018 bởi Kayfa ta và Sternberg Press.
Bà sống với chồng, nhà nghiên cứu dân tộc học Michael Frishkopf và hai con trai của họ (Mourad và Joseph) tại Edmonton, Canada.

## Tác phẩm
- 2016. Kayfa Talta'em: 'an al umuma wa ashbahuha (Làm thế nào để Mend: Làm mẹ và những bóng ma của nó). Cairo: Kayfa ta, Brussles: Mophradat. ISBN 978-3-956791-70-3
- 2013. Hatta atakhalla `một fikrat al-buyut (Cho đến khi tôi từ bỏ ý tưởng về nhà) Cairo: Dar Sharqiyat, Beirut: Dar al-Tanwir.
- 2006. Jughrafiya Badila (Địa lý thay thế). Cairo: Dar Sharqiyat.
- 2004. Mamarr mu'tim yasluh lita'allum al-raqs (Một hẻm tối thích hợp để học nhảy), ấn bản thứ hai, Cairo: Dar Sharqiyat.
- 1997. al-Mashy Atwal Waqt Mumkin (Đi bộ càng lâu càng tốt). Cairo: Dar Sharqiyat.
- 1995. Mamarr mu'tim yasluh lita'allum al-raqs (Một hẻm tối thích hợp để học nhảy), ấn bản đầu tiên. Cairo: Dar Sharqiyat.
- 1990. Ittisafat (Đặc tính). Cairo: Dar al-Ghad.

### Dịch sang tiếng Ả Rập
- 2016. ذبابة في الحساء. (Một con ruồi trong súp), Charles Simic, Iman Mersal, dịch giả. Cairo: El-Kotob Khan.
- 2011. Bira fi Nadi al-Bilyardu. (Bia trong Câu lạc bộ Snooker), Waguih Ghali, Iman Mersal, đồng dịch giả. Cairo: Dar el-Shrouk.

### Tác phẩm bằng tiếng Anh
- 2018. Làm thế nào để Mend: Làm mẹ và những bóng ma của nó. Cairo: Kayfa ta, Berlin: Nhà báo Sternberg. Dịch bởi Robin Moger. ISBN 978-3-95679-425-4 Mã số   980-3-95679-425-4
- Năm 2008, đây không phải là cam, tình yêu của tôi: những bài thơ được chọn, Sheep Lawn Press, ISBN 978-1-931357-54-8